# 시노다야마역
시노다야마역(일본어: 信太山駅 시노다야마에키[*])은 일본 오사카부 이즈미시에 있는 서일본 여객철도의 역이다.

## 역 구조
상대식 승강장으로 2면 2선의 지상역이다. 역사는 히네노 방면에 있어 반대쪽인 덴노지 방면과는 지하도로 연결되어 있다. 역 업무는 서일본 여객철도 교통 서비스에 위탁되어 있다.
이코카 및 제휴 교통카드의 사용이 가능하다.

### 승강장
| 1 | ■ 한와 선 | 구마토리 · 간사이 공항 · 와카야마 방면 |
| 2 | ■ 한와 선 | 오토리 · 덴노지 · 오사카 방면          |

## 역사
- 1929년 7월 18일: 한와 전기 철도 한와텐노지 역 ~ 이즈미후추역 간의 노선 개업과 동시에 신설되었다.
- 1940년 12월 1일: 회사 간 인수 합병에 따라 난카이 전기 철도 야마노테 선의 소속이 되었다.
- 1944년 5월 1일: 국유화에 따라 일본국유철도의 소속이 됨과 동시에 역으로 승격하였다.
- 1987년 4월 1일: 민영화에 따라 서일본 여객철도의 소속이 되었다.
- 2003년 11월 1일: 이코카의 사용이 개시되었다.

## 인접정차역
| 서일본 여객철도 한와 선 | 서일본 여객철도 한와 선 | 서일본 여객철도 한와 선  |
| ----------------------- | ----------------------- | ------------------------ |
| 기타시노다 덴노지 방면  | ■ 한와 선 보통          | 이즈미후추 와카야마 방면 |